# Малькольм, граф Ангус
Малькольм или Маол Холлум (умер в 1237/42) — шотландский аристократ, граф (мормер) Ангуса. Последний из гэльской династии, правившей этим графством.
Малькольм был сыном Дункана, графа Ангуса, и унаследовал его владения в 1211/14 году. Он был женат на дочери Хамфри Беркли, которая родила ему сына Ричарда, умершего молодым, и дочь Матильду. Последняя выходила замуж трижды: за Джона Комина, Гилберта II де Умфравиля и Ричарда де Дувра, 2-го барона Чилхема. После смерти Малькольма Матильда стала графиней Ангуса в своём праве.